# Ковзанярський спорт на зимових Олімпійських іграх 2018 — командна гонка (чоловіки)
Змагання з ковзанярського спорту серед чоловіків у командній гонці на зимових Олімпійських іграх 2018 пройшли 21 лютого в місті Каннин (Південна Корея).

## Розклад
Час UTC+8
| Дата      | Змагання | Подія                    |
| --------- | -------- | ------------------------ |
| 21 лютого | 20:00    | Командна гонка, чоловіки |

## Результати

### Чвертьфінали
Хоча ці забіги й називаються чвертьфіналами, немає безпосереднього вибування, а команди розташовуються за часом, перші чотири з них виходять у півфінали.
Чвертьфінали відбулись 18 лютого о 20:00 за місцевим часом
| Місце | Забіг | Країна         | Ім'я                                                        | Час        | Нотатки     |
| ----- | ----- | -------------- | ----------------------------------------------------------- | ---------- | ----------- |
| 1     | 2     | Південна Корея | Чон Чхе Вон Кім Мін Сок Лі Син Хун                          | 3:39.29 TR | Semifinal 1 |
| 2     | 4     | Нідерланди     | Ян Блокгюйсен Свен Крамер Кун Вервей                        | 3:40.03    | Semifinal 2 |
| 3     | 1     | Норвегія       | Сіндре Генріксен Сімен Спілер Нільсен Сверре Лунде Педерсен | 3:40.09 TR | Semifinal 2 |
| 4     | 1     | Нова Зеландія  | Шейн Доббін Рейон Кай Пітер Майкл                           | 3:41.18    | Півфінал 1  |
| 5     | 3     | Японія         | Сейтаро Ітіноне Сьота Накамура Шейн Вільямсон               | 3:41.62    | Фінал C     |
| 6     | 2     | Італія         | Ріккардо Бугарі Андреа Джованніні Нікола Тумолеро           | 3:41.64    | Final C     |
| 7     | 3     | Канада         | Джордан Белхос Тед-Ян Блумен Денні Моррісон                 | 3:41.73    | Фінал D     |
| 8     | 4     | США            | Браян Гансен Емері Леман Джой Мантія                        | 3:42.98    | Фінал D     |

TR = рекорд треку

### Півфінали
| Місце      | Країна         | Ім'я                                                    | Час            | Відставання | Нотатки |
| ---------- | -------------- | ------------------------------------------------------- | -------------- | ----------- | ------- |
| Півфінал 1 |                |                                                         |                |             |         |
| 1          | Південна Корея | Лі Син Хун Чон Чхе Вон Кім Мін Сок                      | 3:38.82 TR     |             | Final A |
| 2          | Нова Зеландія  | Шейн Доббін Рейон Кай Пітер Майкл                       | 3:39.53        | +0.71       | Final B |
| Півфінал 2 |                |                                                         |                |             |         |
| 1          | Норвегія       | Говард Бекко Сімен Спілер Нільсен Сверре Лунде Педерсен | 3:37.08 OR, TR |             | Final A |
| 2          | Нідерланди     | Ян Блокгюйсен Свен Крамер Патрік Руст                   | 3:38.46        | +1.38       | Final B |

### Фінали
| Місце   | Країна         | Ім'я                                                    | Час     | Відставання | Нотатки          |
| ------- | -------------- | ------------------------------------------------------- | ------- | ----------- | ---------------- |
| Фінал A |                |                                                         |         |             |                  |
| 1       | Норвегія       | Говард Бекко Сімен Спілер Нільсен Сверре Лунде Педерсен | 3:37.32 |             |                  |
| 2       | Південна Корея | Лі Син Хун Чон Чхе Вон Кім Мін Сок                      | 3:38.52 | +1.20       |                  |
| Фінал B |                |                                                         |         |             |                  |
| 3       | Нідерланди     | Патрік Руст Ян Блокгюйсен Свен Крамер                   | 3:38.40 |             |                  |
| 4       | Нова Зеландія  | Шейн Доббін Рейон Кай Пітер Майкл                       | 3:43.54 | +5.14       |                  |
| Фінал C |                |                                                         |         |             |                  |
| 5       | Японія         | Шейн Вільямсон Сейтаро Ітіноне Рьосуке Цутія            | 3:41.62 |             |                  |
| 6       | Італія         | Андреа Джованніні Ріккардо Бугарі Нікола Тумолеро       | 3:41.05 |             | DSQ (line error) |
| Фінал D |                |                                                         |         |             |                  |
| 7       | Канада         | Тед-Ян Блумен Бен Доннеллі Денні Моррісон               | 3:42.16 |             |                  |
| 8       | США            | Джонатан Гарсія Браян Гансен Емері Леман                | 3:50.77 | +8.61       |                  |